# K.u.k. Feldbahn

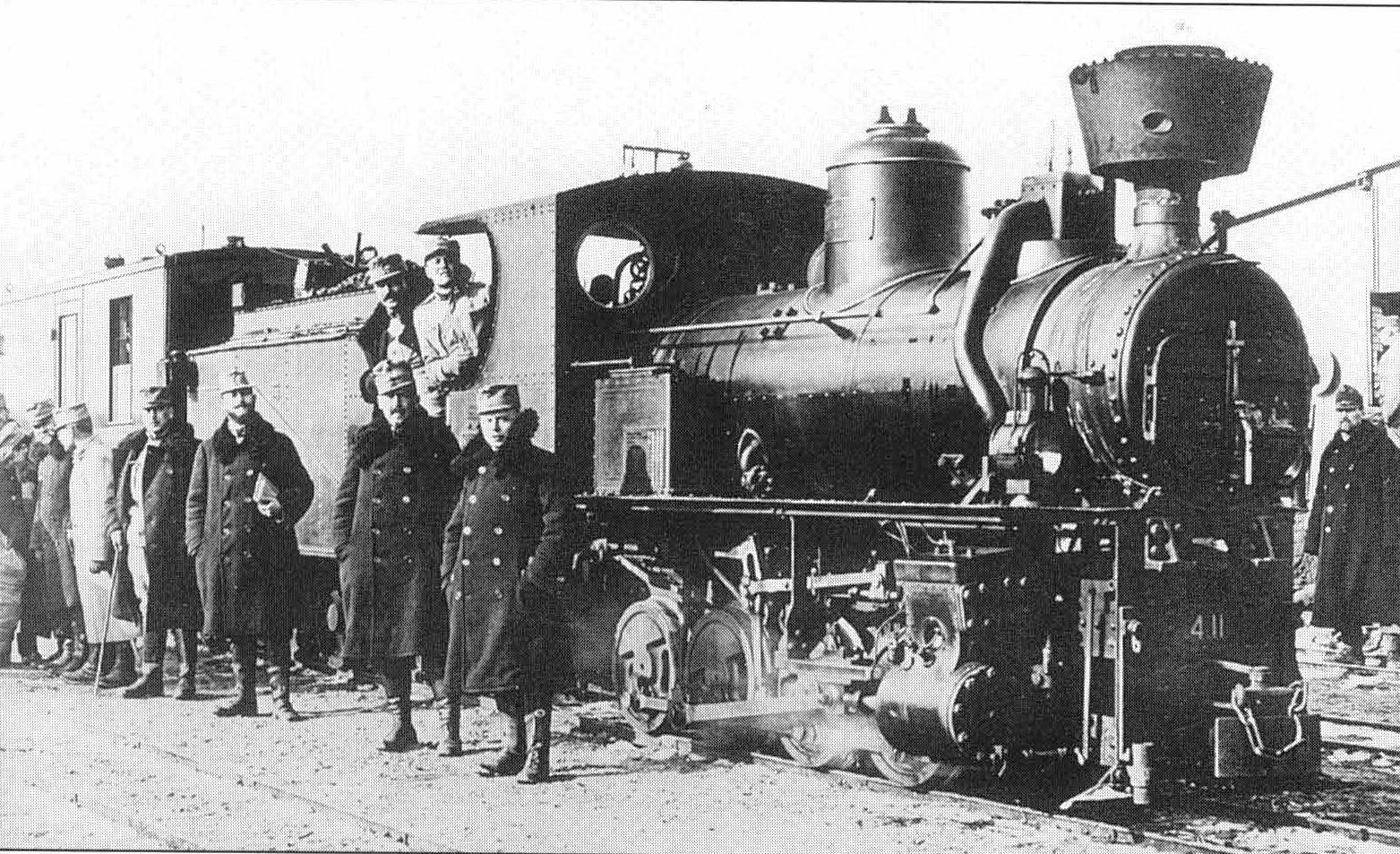
k.u.k. FB 4.11 in Galizien (1915)

Die k.u.k. Feldbahn (abgekürzt k.u.k. FB; auch als (k.u.k.) Militärfeldbahn, bei Spurweite 600 mm auch als (k.u.k.) Heeresrollbahn oder (k.u.k.) Rollbahn bezeichnet) war die Heeresfeldbahn der österreichisch-ungarischen Armee. Sie war Teil des k.u.k. Eisenbahn- und Telegrafenregimentes und damit der k.u.k. Verkehrstruppenbrigade.

## Geschichte

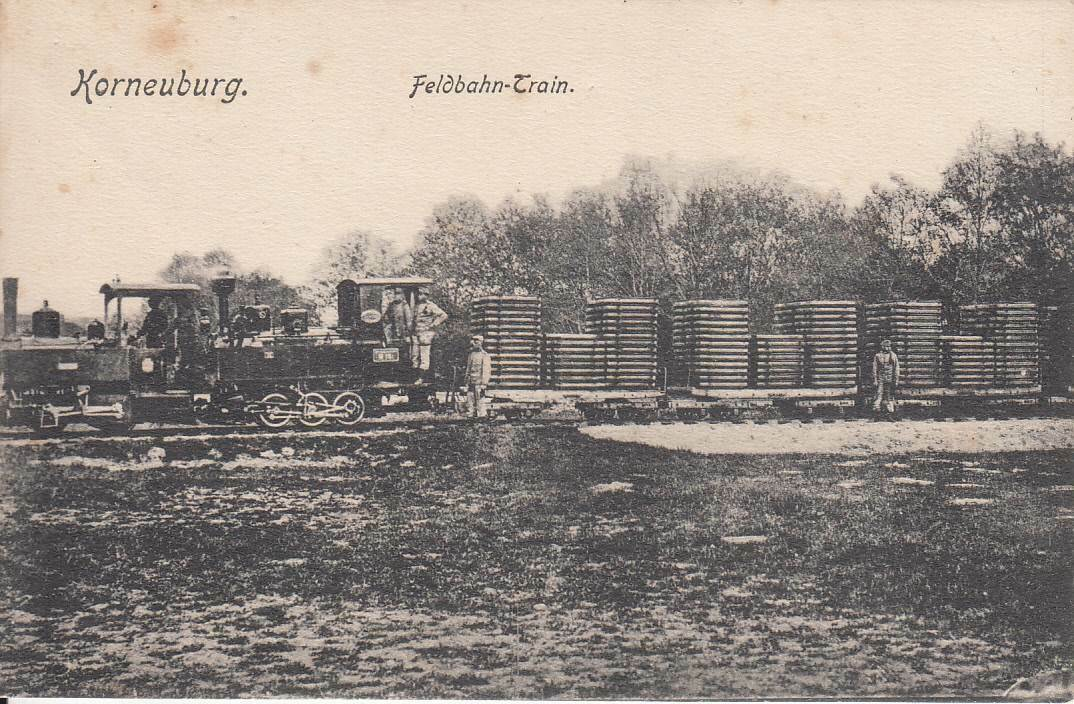
Übungszug in Korneuburg mit Probelokomotiven (ca. 1905)

Im Gegensatz zu anderen Ländern begann sich das Militär in Österreich-Ungarn erst recht spät für Eisenbahnen als militärisches Transportmittel zu interessieren, erste Eisenbahn-Kompanien wurden im Jahr 1870 aufgestellt. Bei der schwierigen Besetzung Bosniens und der Herzegowina 1878 machte man erste Erfahrungen mit schmalspurigen Bahnen von Baufirmen, dies führte schließlich 1883 zur Gründung des k.u.k. Eisenbahn- und Telegrafenregimentes in Korneuburg.

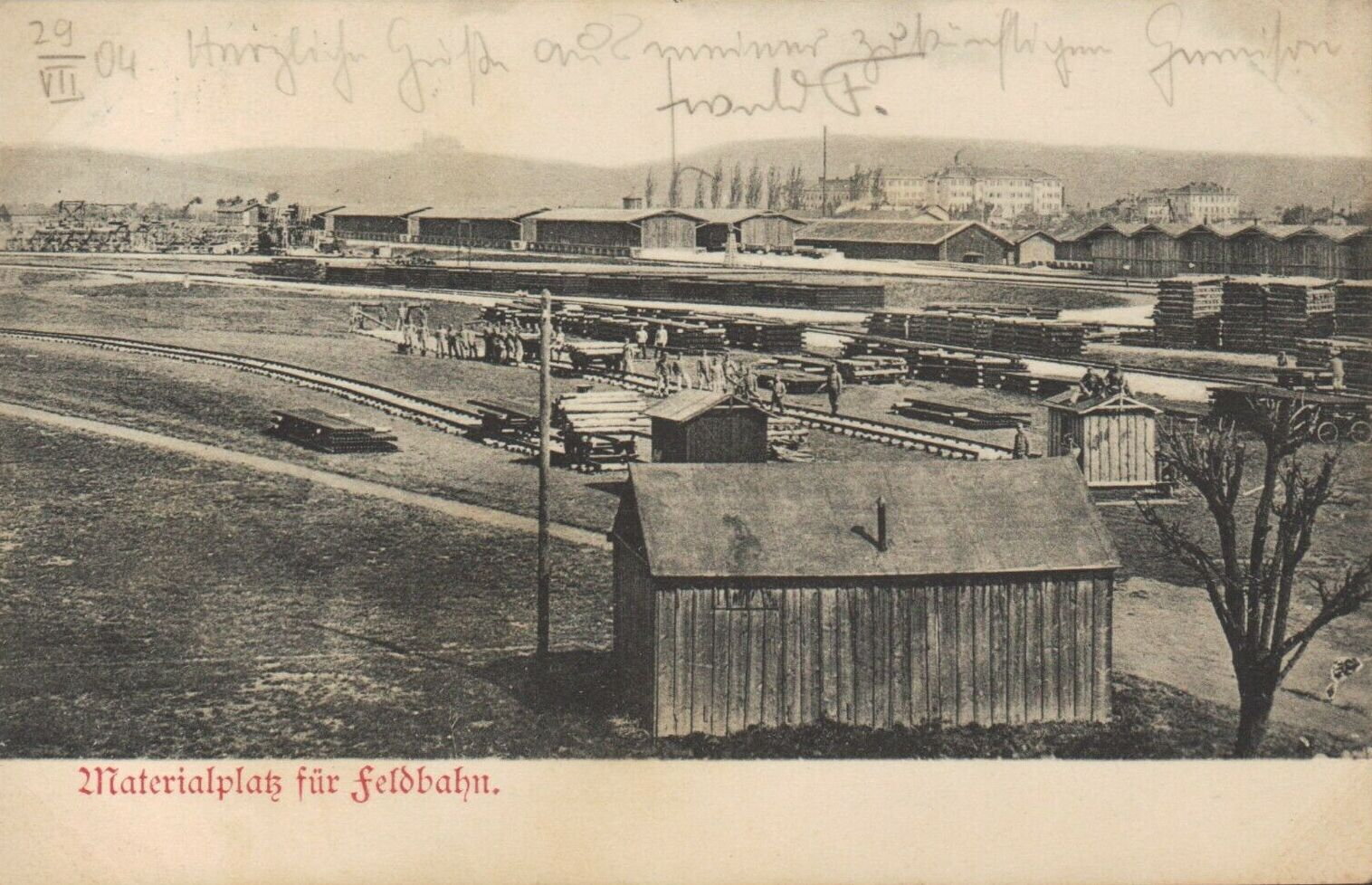
Materialplatz der k.u.k. Feldbahn in Korneuburg (1904)

1886 begann man sich mit Feldbahnen für den Nachschub auseinanderzusetzen, das k.u.k. Eisenbahnregiment erhielt für den Beginn eine Feldbahn mit 700 mm Spurweite zugewiesen. Die 1,5 Meter langen Gleisjoche mit 65 mm hohen Schienen und einem Metergewicht von 7 Kilogramm waren transportabel und entsprachen dem System von R. Dolberg, sie wurden von der Prager Maschinenbau AG geliefert. Sie waren für den Betrieb mit Pferden konzipiert und konnten rasch auf ebenem Untergrund verlegt werden. Allerdings war die Benutzbarkeit speziell bei Regen und schlechtem Untergrund stark eingeschränkt. Ab dem Jahr 1900 begann man, den Lokomotivbetrieb einzuführen. Den Anfang machte die zweiachsige Lokomotive FB 1 von Decauville. Mehrere Probelokomotiven wurden in der Folge bei verschiedenen Herstellern geordert, bis sich schließlich drei Typen (eine Tenderlok und zwei Schlepptenderlokomotiven) als brauchbarste Konstruktionen erwiesen. Da aber für den Betrieb der Dampflokomotiven eine gewisse Infrastruktur notwendig ist, versuchte das Militär bereits ab der Jahrhundertwende, auf alternative Antriebe wie Elektrizität (durch Akkumulatoren und Oberleitung) oder Verbrennungsmotor-Antrieb auszuweichen. Bis zum Beginn des Ersten Weltkrieges kam man jedoch dabei über Versuchsstadien nicht hinaus. In Korneuburg wurden zum Üben der Truppen und Einfahren der Lokomotiven ein umfangreiches Übungsgelände mit Werkstätten und Depots angelegt sowie mehrere permanente Feldbahnstrecken gebaut, von denen eine in einer großen Schleife über Oberrohrbach um die Burg Kreuzenstein führte. 1914 besaß die k.u.k. FB Gleismaterial in der Länge von rund 800 Kilometern.

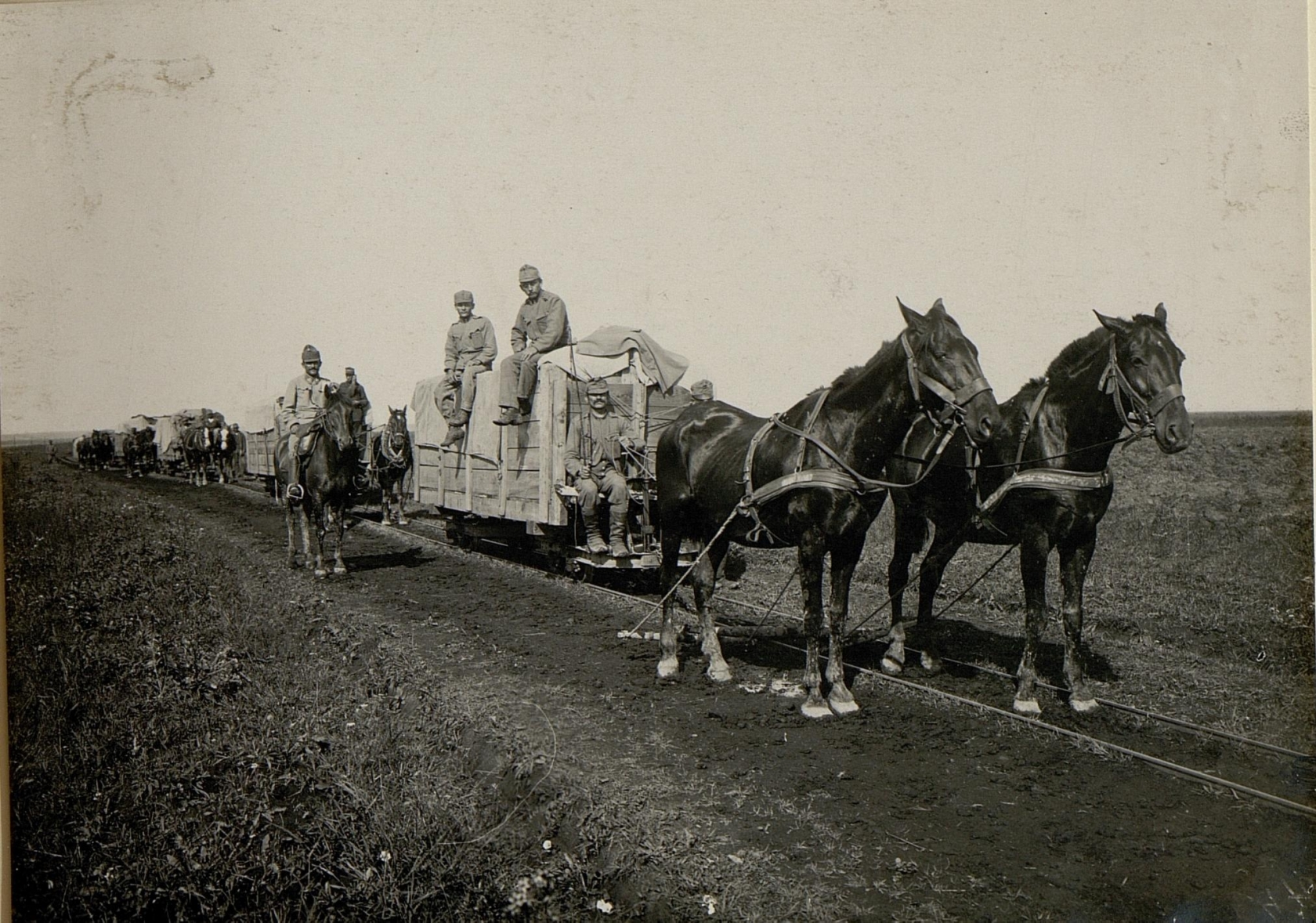
Pferde-Feldbahn in Podhajce (1915)

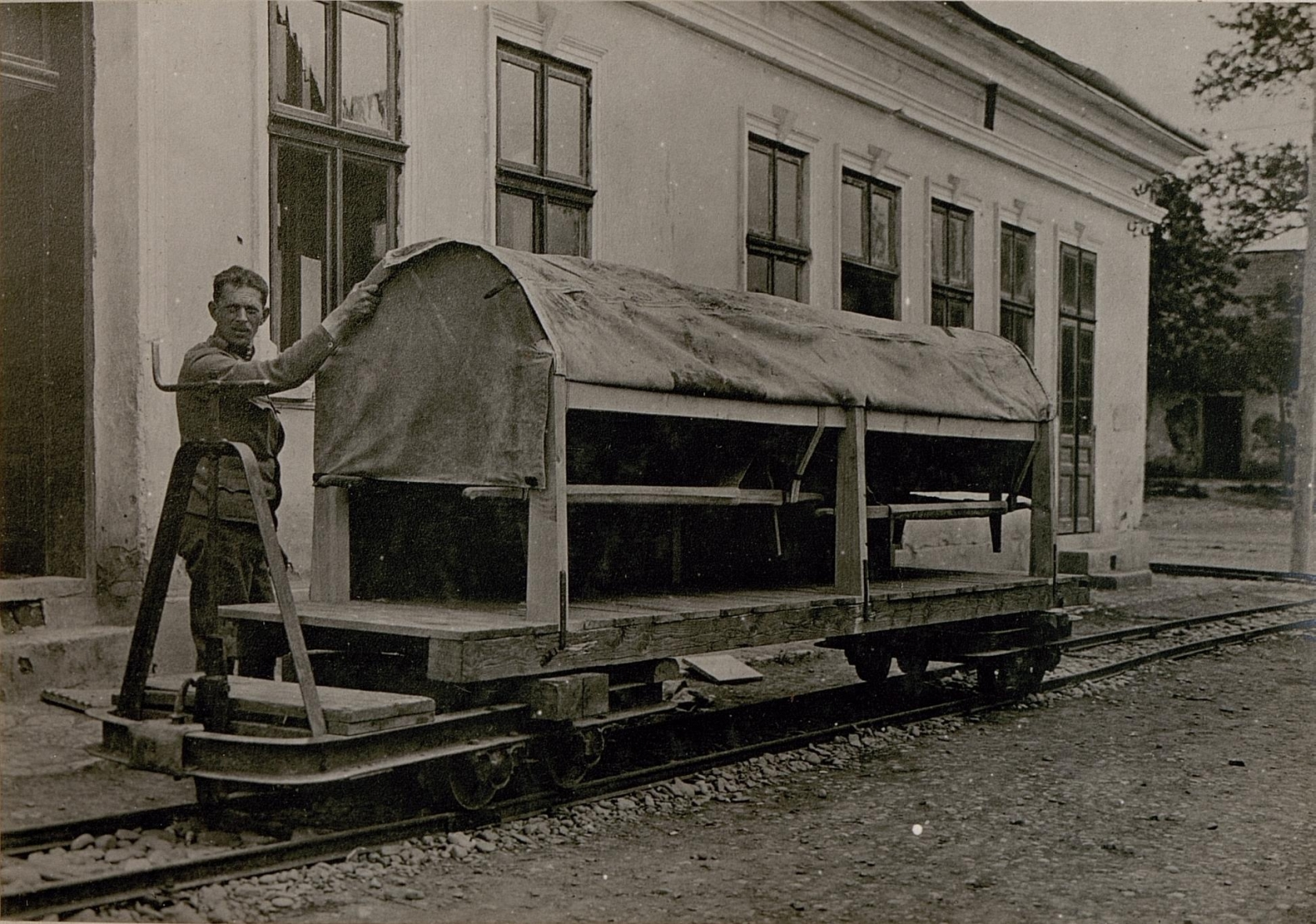
Feldbahn-Wagen für Verwundetentransport (1917)

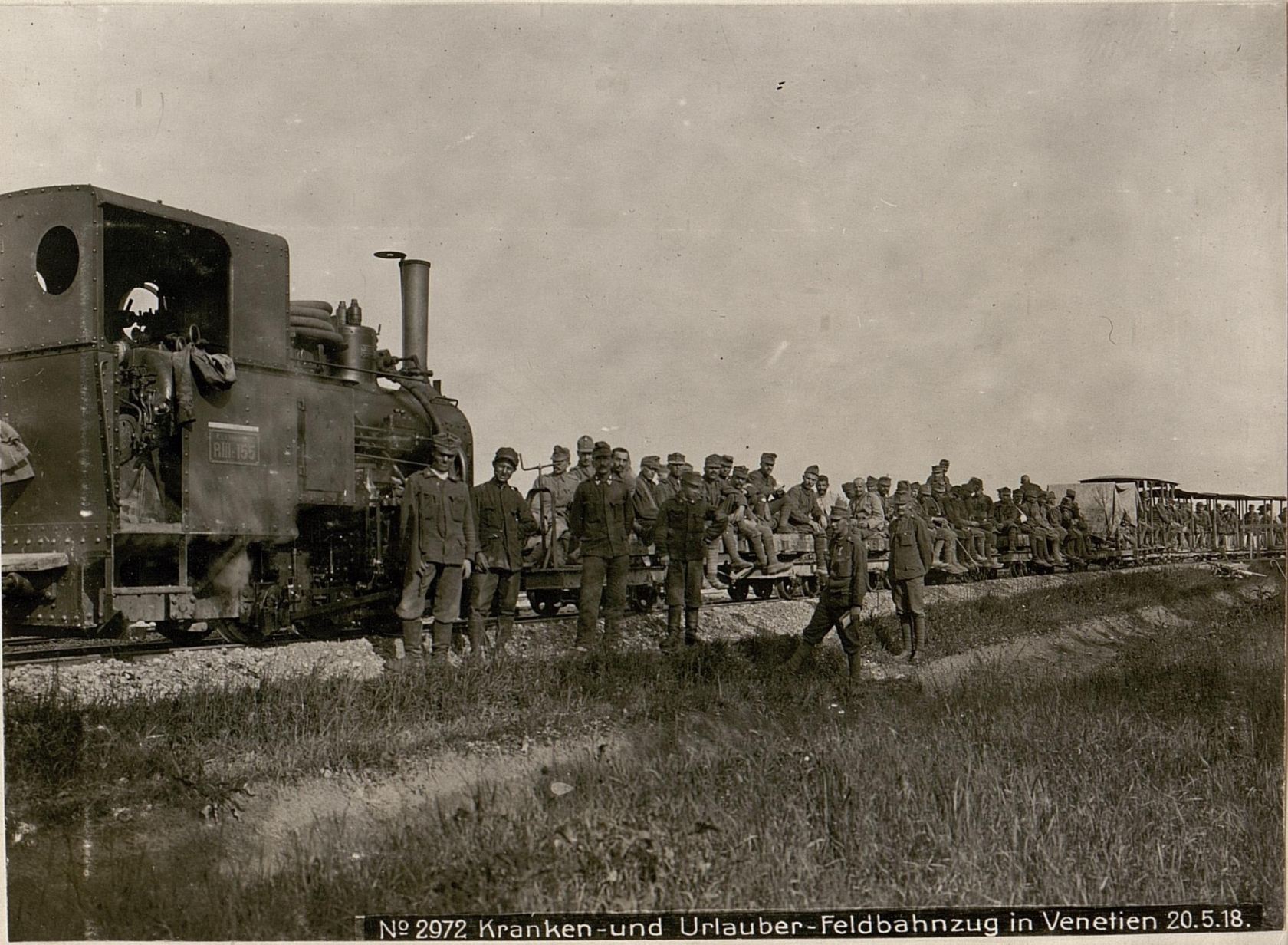
Rollbahn-Zug mit HRB R IIIc in Venetien (1918)

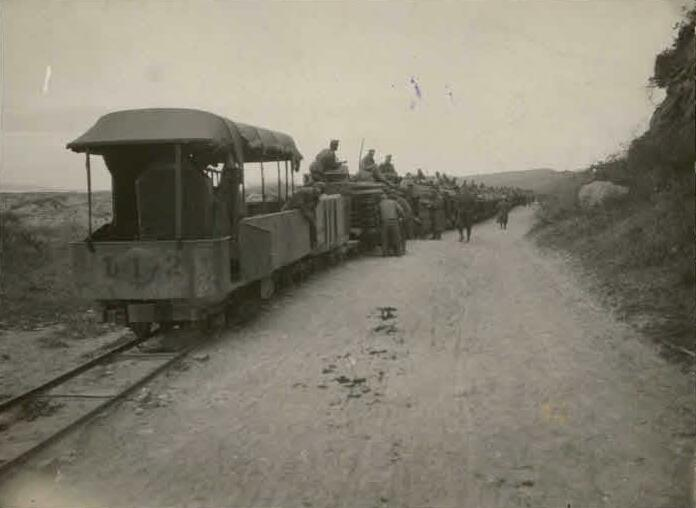
Austro-Daimler Generatorzug (ca. 1918)

Erst der Erste Weltkrieg sorgte für einen raschen Ausbau der Feldbahn, besonders in Frontnähe in Galizien sowie nach der Kriegserklärung Italiens 1915 auch an der Dolomiten- und Isonzofront sowie im eroberten Albanien wurden zahlreiche Feldbahnstrecken errichtet. Einige von denen wurden mit zunehmenden Kriegsverlauf für permanenten Betrieb eingerichtet und erreichten zum Teil beachtliche Längen. Es zeigte sich jedoch bald, dass eine schnelle Motorisierung der Feldbahnen in Frontnähe notwendig war, zum einen ist der Bestand an Zugpferden relativ rasch geschwunden und zum anderen konnten die Dampfwolken der Lokomotiven an der Front verräterisch sein. Daher entwickelte Austro-Daimler im Jahr 1916 unter Ferdinand Porsche aus dem Landwehr-Train speziell für die Feldbahn den sogenannten Generatorzug, einen benzin-elektrisch angetriebenen Gliedertriebzug auf der Basis herkömmlicher vierachsiger Feldbahnwagen. Die mit diesen Fahrzeugen betriebenen Bahnen wurden auch zeitgenössisch als Benzinelektrobahnen bezeichnet. Als leichtgängigere Alternative zu diesem eher schwerfälligen Gefährt entstanden mechanisch angetriebene Motorfeldbahn-Triebwagen, die ab 1917 von den Herstellern Austro-Daimler und Puch in größerer Zahl gebaut wurden. Eine elektrifizierte Feldbahn mit Oberleitungsbetrieb wurde aufgrund der Empfindlichkeit der Anlagen nur in einem Falle (Feldbahn Wocheiner-Feistritz–Zlatorog) gebaut.
Der kriegsbedingte große Mangel an Feldbahn-Material in Spurweite 700 mm – zum einen war wichtiges Material durch den raschen russischen Vormarsch in der Festung Przemysl eingeschlossen, zum anderen benötigten auch viele kriegswichtige Betriebe Feldbahnen für den Eigenbetrieb – führten die k.u.k. Feldbahnen zusätzlich nach deutschem Vorbild die Spurweite 600 mm ein. Der Vorteil dieser als Heeresrollbahn bezeichneten Spur war, dass die Hersteller derartiges Material in großer Anzahl auf Lager hatten, beziehungsweise konnte dieses leicht requiriert werden. Für diese Bahnen wurde besonders die Type HRB R IIIc in großer Stückzahl und unterschiedlicher Bauart bei verschiedenen Herstellern beschafft. Bei den Rollbahnen kamen neben den deutschen Brigadeloks (insgesamt 6 Exemplare) auch erstmals in größerem Umfang Motorlokomotiven der Hersteller Oberursel, Montania, und Deutz zum Einsatz.
Gegen Kriegsende konzentrierte sich das Geschehen fast vollständig auf die Südwestfront, so dass u. a. die gesamte Lokomotivfeldbahn No. 1 mit großem Aufwand von Galizien hierher verlegt wurde. In Albanien wurde ein über 500 Kilometer großes Netz an Feldbahnen errichtet. Auch Strecken in Spurweite 760 mm wurden gebaut, hierfür wurden aus allen Teilen Österreichs Schmalspurdampflokomotiven rerequiriert, aber mit der Serie IVc auch eine Neukonstruktion beschafft.
Zahlreiche Seilbahnen ergänzten die Feldbahnnetze. Durch Streckenabbauten im Osten sowie italienische Kriegsbeute überstieg der Stand an Feldbahn-Lokomotiven im Jahr 1918 den Bedarf bei weitem, so dass diese gegen 20 Kronen Gebühr pro Tag – unter der Prämisse der Rückgabe binnen 24 Stunden im Ernstfall – an Industrie- und Bauunternehmen vermietet wurden.

### Verbleib
Nach Kriegsende bemühte sich die Sachdemobilisierungskommission, das zahlreich vorhandene Feldbahnmaterial zu günstigen Konditionen für eine Weiternutzung zu veräußern. Zahlreiche Waldbahnen entstanden in der Nachkriegszeit aus dem Material der ehemaligen k.u.k. Feldbahnen, begünstigt durch den starken Windbruch von 1917. Auch Industrie-, Landwirtschafts- und andere Feldbahnbetriebe griffen auf das ehemalige Kriegsmaterial zurück.
Die Hersteller Austro-Daimler und Puch entwickelten ihre für den Kriegseinsatz entworfenen Motorfeldbahnen erfolgreich weiter und verkauften diese noch bis in die Zeit des Zweiten Weltkrieges. Der Ingenieur Moriz Gelinek, welcher während des Krieges als Landsturm-Leutnant bei den Benzinelektrobahnen diente, entwickelte auf Basis dieser sein GEBUS-Prinzip.
Zu den Betrieben, die teilweise bis in die zweite Hälfte des 20. Jahrhunderts ehemalige k.u.k. Feldbahnfahrzeuge einsetzten, gehörten die Waldbahn Lunz–Langau und die Waldbahn Reichraming. Die ehemalige Militärrollbahn Plavnica–Titograd in Jugoslawien wurde bis Ende der 1950er Jahre mit R IIIc Lokomotiven betrieben, bei der tschechischen Industriebahn Mladejov waren ehemalige Feldbahn-Lokomotiven dieses Typs noch bis in die 1970er Jahre im Einsatz. In Rumänien sind noch Waldbahnen für den Holztransport im Betrieb die aus dem Material der Feldbahnen des Ersten Weltkriegs entstanden und deren Material einsetzen.

## Fahrzeuge (Auswahl)
- k.u.k. FB 1
- k.u.k. FB 2.01
- k.u.k. FB 3.01–24
- k.u.k. FB 4.01–27
- HRB R IIIc
- HRB IVc
- Austro-Daimler Generatorzug
- Landwehr-Train

Die meist zweiachsig und zu Drehschemelwagen (zeitgenössisch Trucks) zusammengefügten Waggons trugen auf den Achslager-Deckeln die Aufschrift „K.u.K F.B.“. Sie wurden aber auch einzeln eingesetzt. Besaßen sie anfangs hölzerne Rahmen, so wurden im Lauf des Krieges nur mehr Wagen mit Eisenrahmen hergestellt.
In den Sammlungen des Feld- und Industriebahnmuseums Freiland, des Eisenbahnmuseums Schwechat sowie des Südbahnmuseums Mürzzuschlag finden sich noch erhaltene Fahrzeuge der ehemaligen k.u.k. Feldbahnen.

## Strecken (Auswahl)
- k.u.k. Heeresfeldbahnen in Albanien
- k.u.k. Feldbahn Narajow–Lany–Dunajow
- k.u.k. Lokomotivfeldbahn Ozydow–Monasztyrek
- k.u.k. Pferdefeldbahn Stojaniw–Biltsche
- k.u.k. Pferdefeldbahn Załośce–Zborów
- k.u.k. Feldbahn Rudnik–Kraśnik
- k.u.k. Lokomotivfeldbahn Miechów–Kocmyrzów
- k.u.k. Feldbahn Tryńcza
- k.u.k. Feldbahn Varannó–Kelcse
- k.u.k. Rollbahn Großfragant
- k.u.k. Lokomotivfeldbahn No. 1
- Hreben-Schmalspurbahn

### Später ausgebaute Feldbahn-Strecken
- Fleimstalbahn
- Grödnerbahn
- Dolomitenbahn

## Bilder

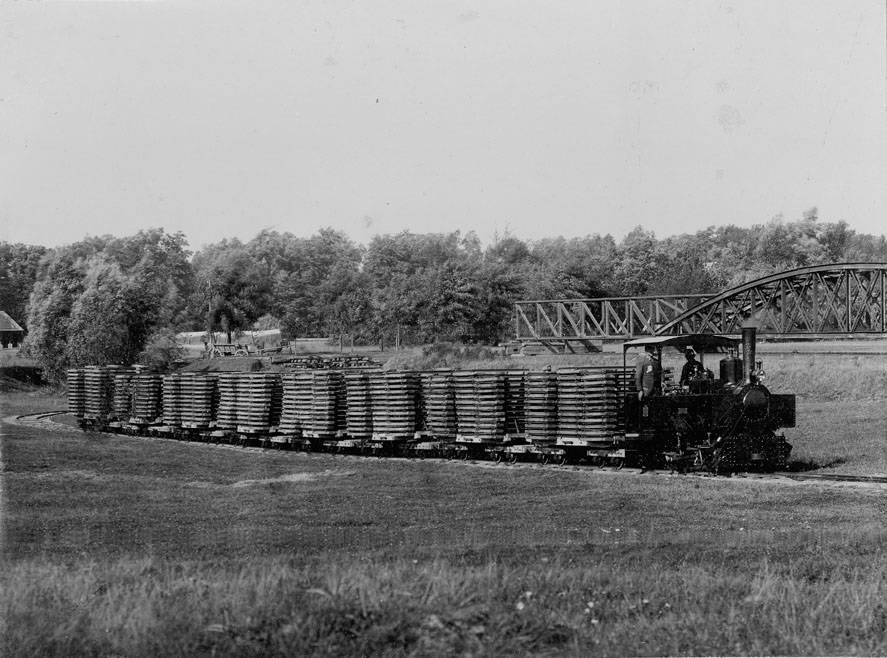
Probezug mit Lok FB 1 in Korneuburg (ca. 1905)
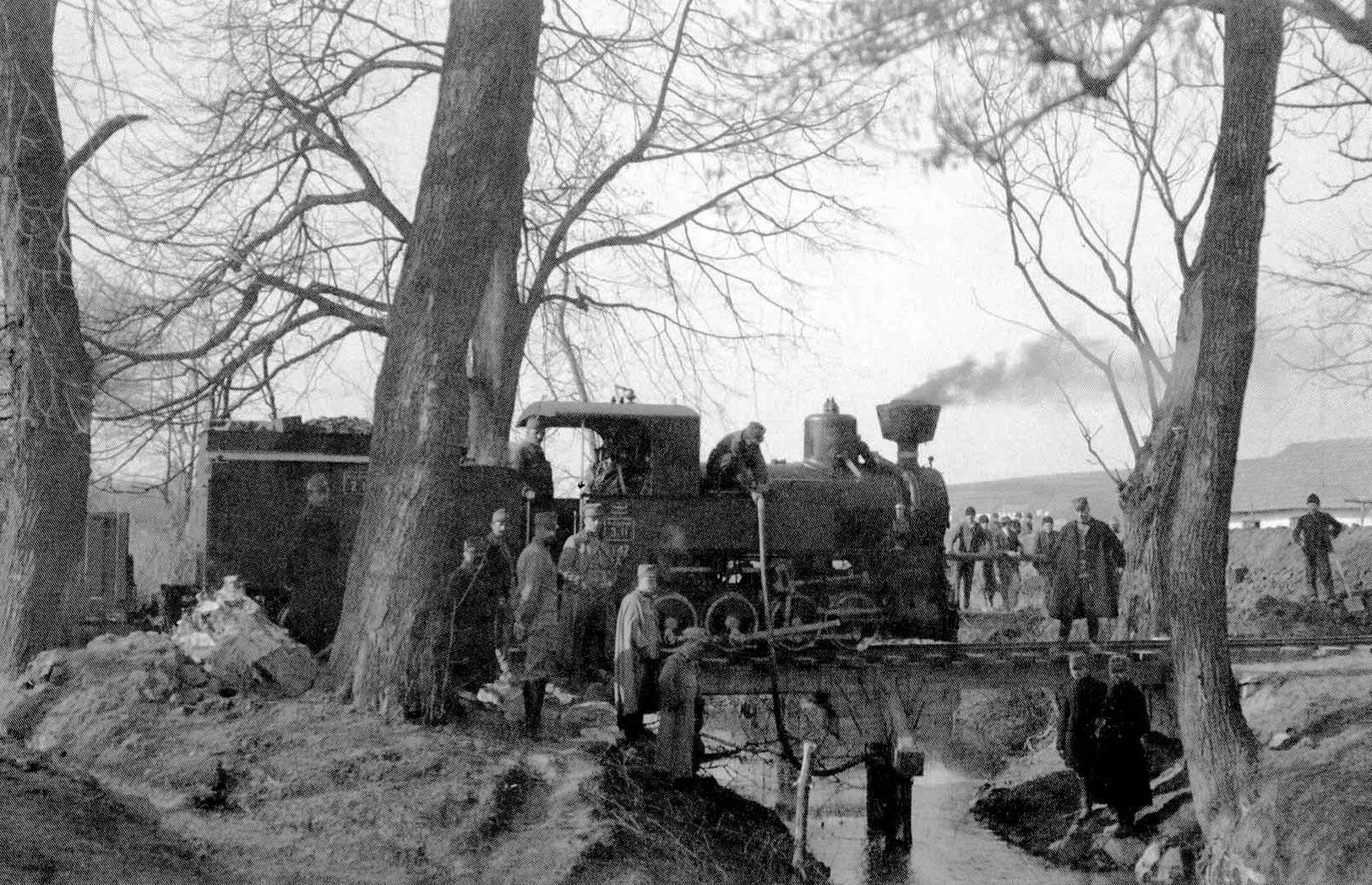
Feldbahn-Dampflok 3.11 beim Wasserfassen in Galizien (ca. 1915)
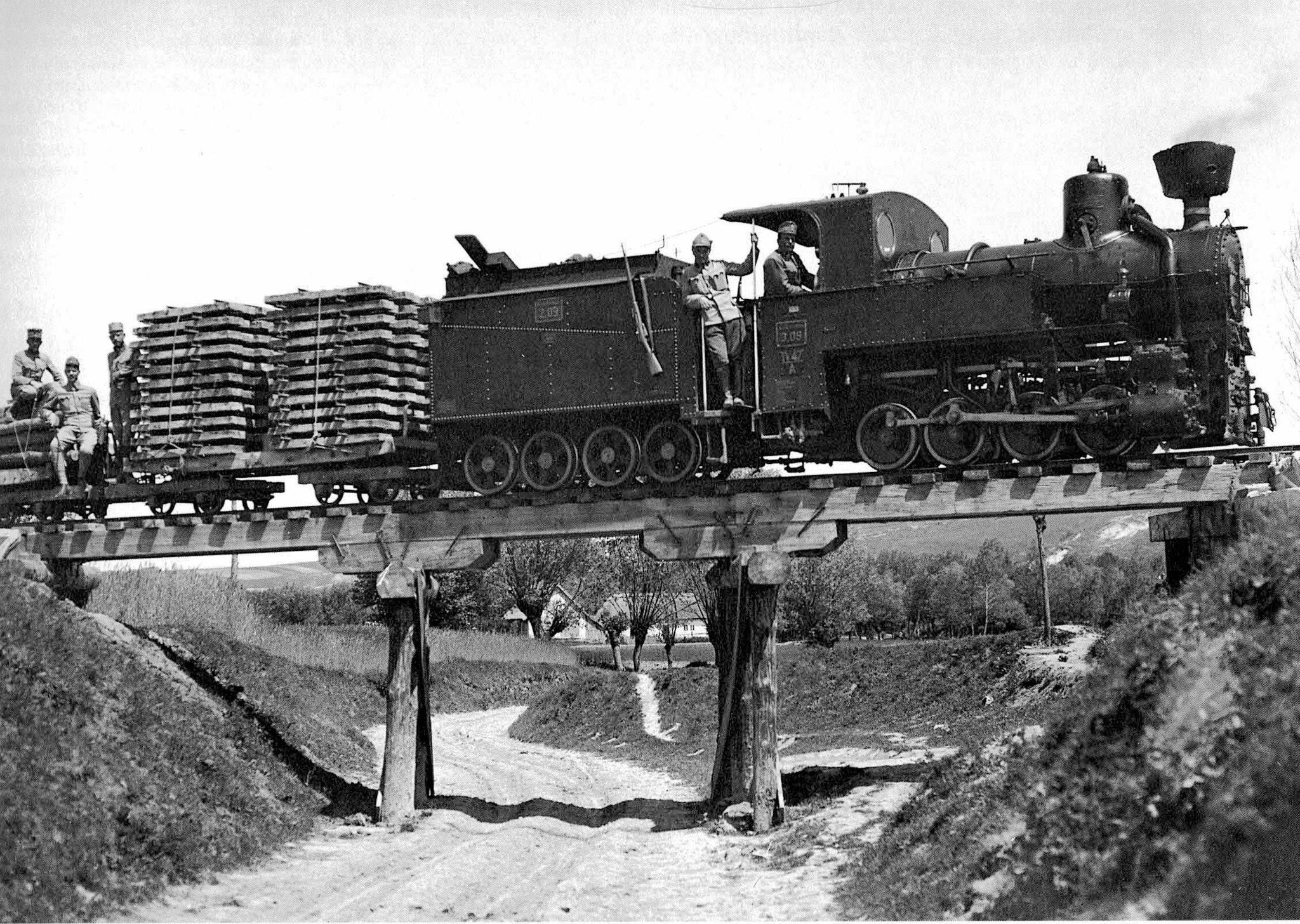
k.u.k. FB 3.09 vermutlich in Galizien (ca. 1915)
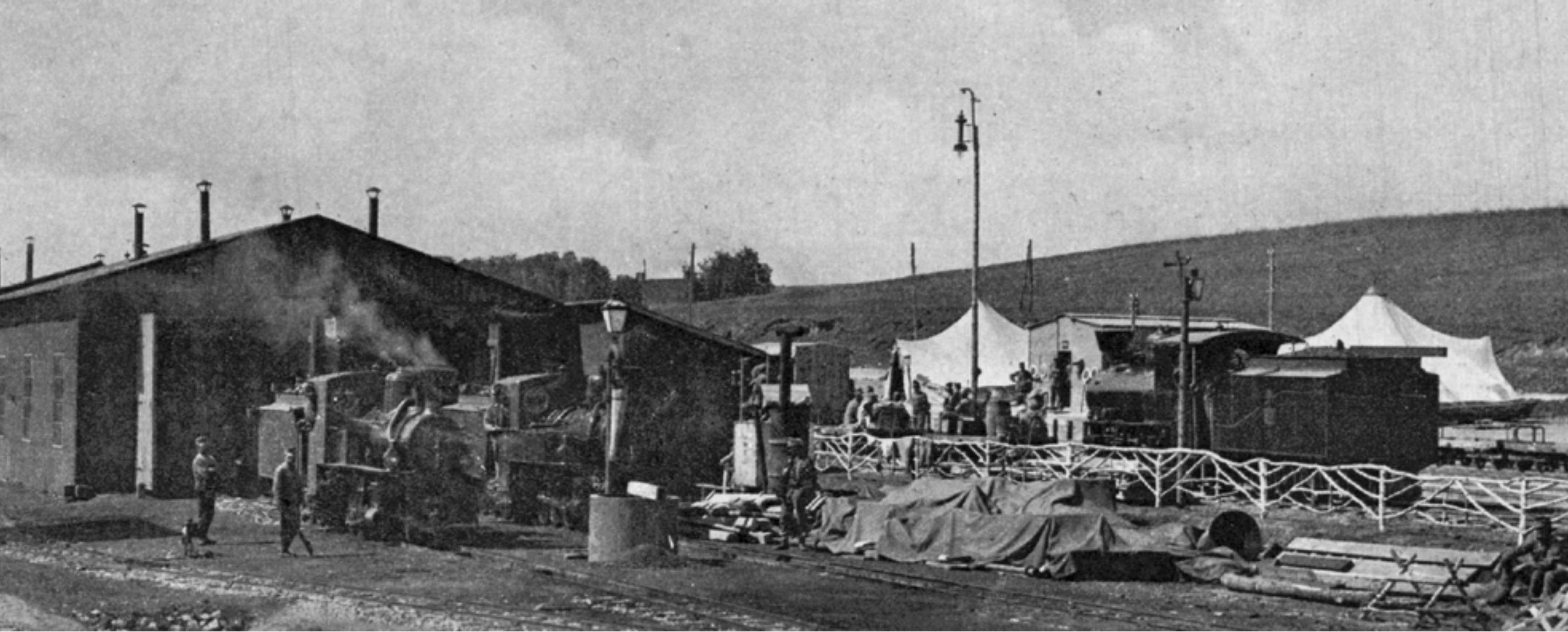
Heizhaus und Wasserstation der k.u.k. Lokomotivfeldbahn No. 1 in  Buszków bei Miechów (ca. 1915)
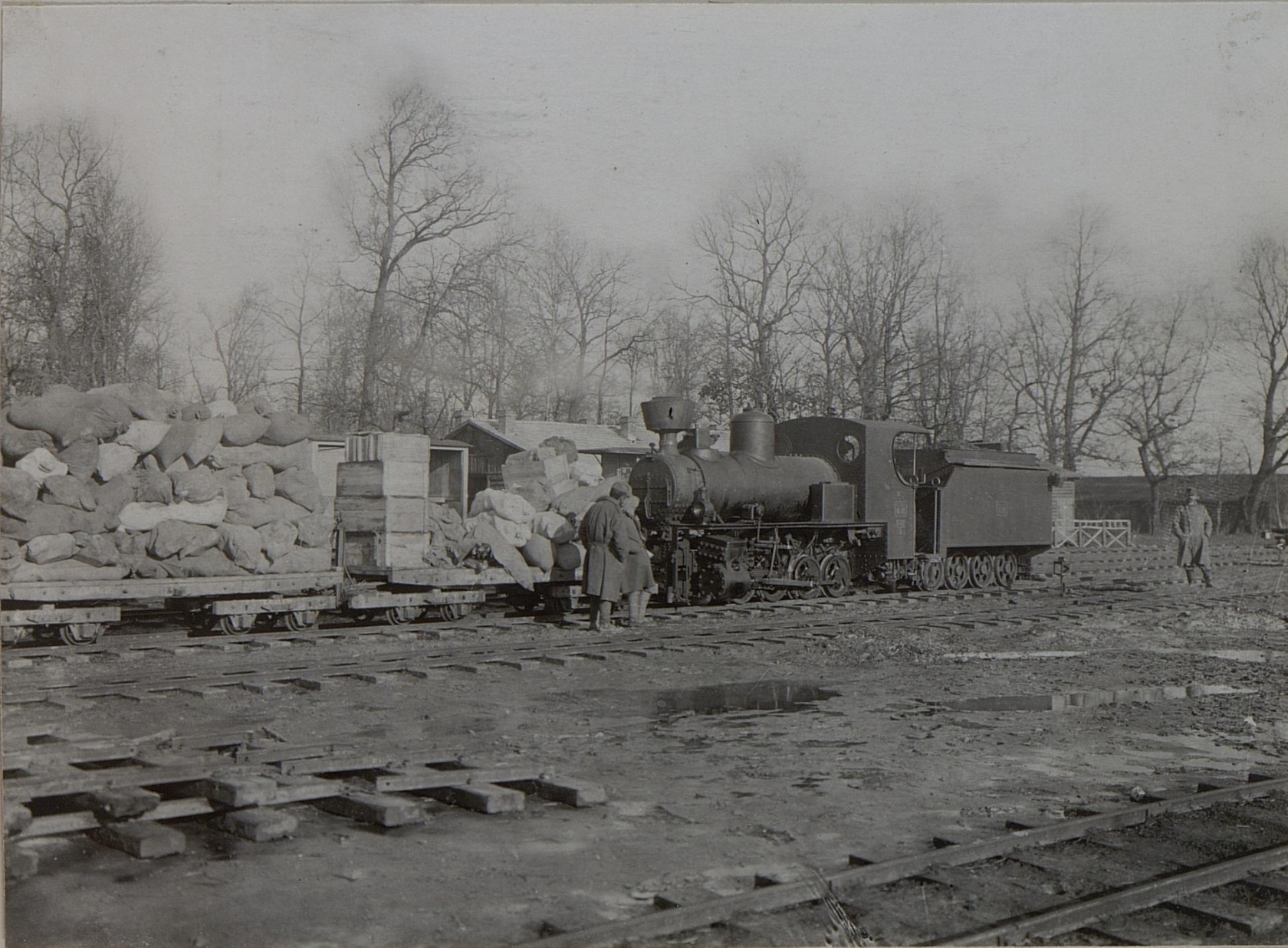
Proviantzug in Rogozno (1916)
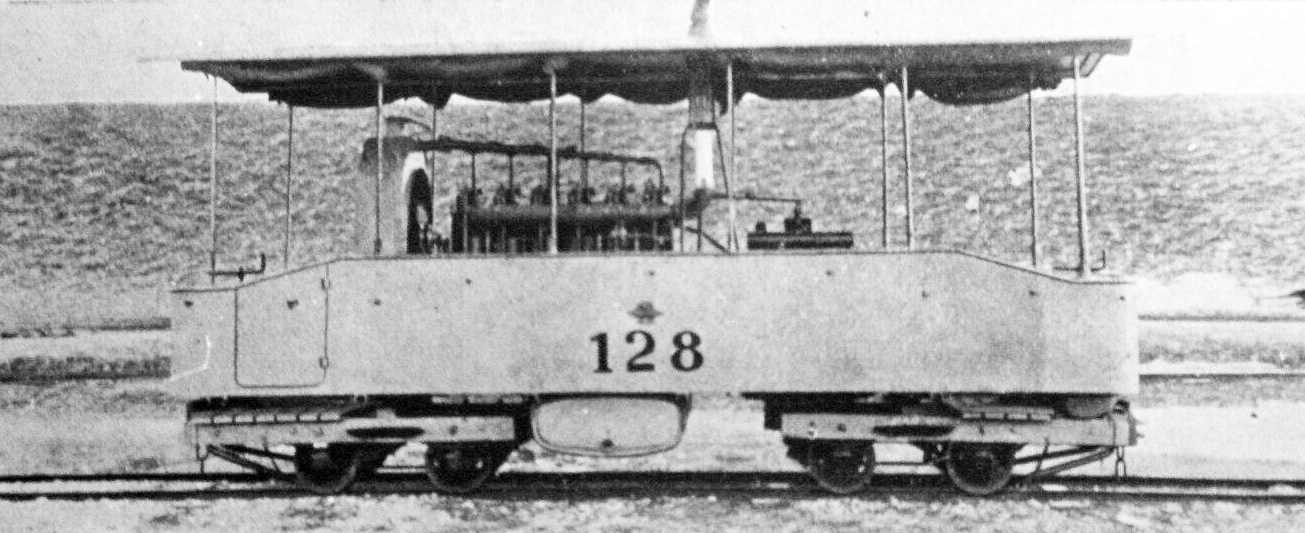
Generatorzug-Motorwagen
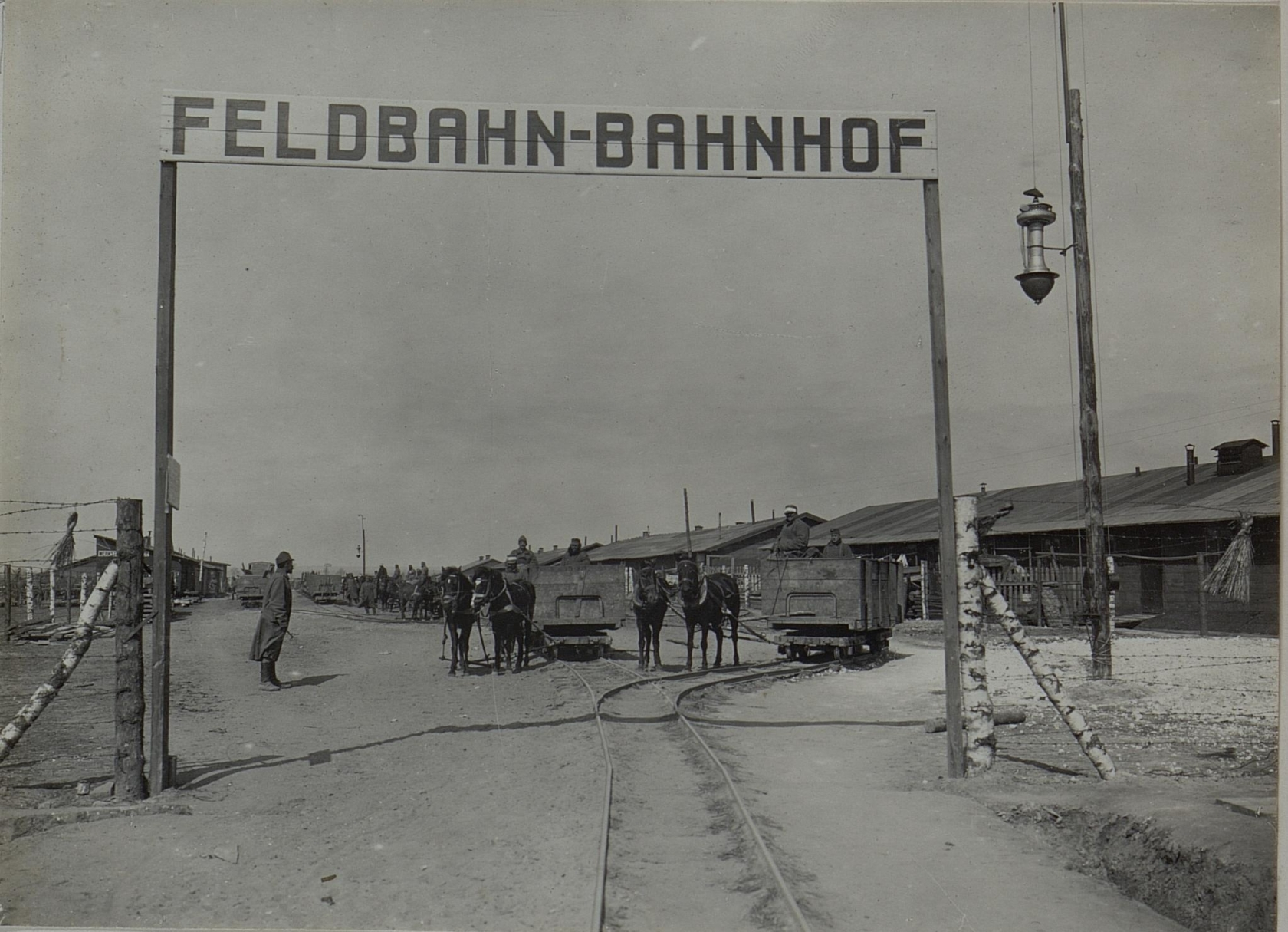
Feldbahn-Bahnhof in Rudnia (1916)